# 阿達航空
阿達航空是一間阿爾巴尼亞航空公司。提供定期服務由阿爾巴尼亞至巴里，和深夜的DHL貨運服務。樞紐機場為地拉那國際機場。航空公司在2007年1月結業因為未還債務給機場。

## 歷史
该航空公司成立於1991年，在1992年1月3日開始服務。在1992年2月5日開始第一班航班往意大利巴里，並於1992年5月25日加入了国际航空运输协会。航空公司曾經提供航班往希臘、意大利、科索沃和馬其頓共和國或包機服務於歐洲。航空公司是由朱利安羅氏(50%)和阿達航空創立者(50%)擁有。

## 目的地
阿達航空在2007年3月有以下目的地：
- 阿爾巴尼亞
  - 地拉那 (地拉那國際機場)
- 意大利
  - 巴里 (巴里國際機場)

## 機隊
阿達航空在2009年3月有以下機隊
- 1 巴西航空工業 EMB 110P2 Bandeirante

曾經有的機架:
- 1 福克F100 (由摩爾達維亞航空和員工租賃回來)

## 外部連結
- 阿達航空官方網站